# Motherwellia haplosciadea
Motherwellia haplosciadea là một loài thực vật có hoa trong Họ Cuồng cuồng. Loài này được F.Muell. mô tả khoa học đầu tiên năm 1870.